# Sielsowiet Bujniczy
Sielsowiet Bujniczy (biał. Буйніцкі сельсавет; ros. Буйничский сельсовет) – sielsowiet na Białorusi, w obwodzie mohylewskim, w rejonie mohylewskim, z siedzibą w Bujniczach. Od wschodu graniczy z Mohylewem. Największy pod względem liczby mieszkańców sielsowiet rejonu.
Według spisu z 2009 sielsowiet Bujniczy zamieszkiwało 7031 osób, w tym 6511 Białorusinów (92,60%), 382 Rosjan (5,43%), 64 Ukraińców (0,91%), 12 Polaków (0,17%), 7 Ormian (0,10%), 6 Tatarów (0,09%), 30 osób innych narodowości i 19 osób, które nie podały żadnej narodowości.

## Historia
Do 17 lipca 2006 siedzibą sielsowietu była Ciszouka i jednostka nosiła nazwę sielsowiet Ciszouka.

## Miejscowości
- agromiasteczko:
  - Bujniczy
- wsie:
  - Bruski
  - Butrymauka
  - Ciszouka
  - Dabrasniewiczy
  - Hałyniec 1
  - Hałyniec 2
  - Haradok
  - Haradszczyna
  - Rakuzauka
  - Sawascianawiczy
  - Staszyna
  - Wiekier
  - Zaciszsza
- osiedle:
  - Hałyniec